# École internationale allemande de Bruxelles
L'École internationale allemande de Bruxelles (en allemand : Internationale Deutsche Schule Brüssel) est une école internationale allemande à Wezembeek-Oppem, Province du Brabant flamand, Belgique, près de Bruxelles. Fondée en 1803, elle compte environ 560 étudiants et 80 membres du personnel,.

## Anciens élèves
- Sophie Tassignon, chanteuse et compositrice de jazz belge
- Fabian Thylmann, homme d'affaires et investisseur allemand
- Christine von Brühl (en), écrivaine et journaliste allemande

## Source
- (en) Cet article est partiellement ou en totalité issu de l’article de Wikipédia en anglais intitulé « International German School of Brussels » (voir la liste des auteurs).